# Somalische mees
De Somalische mees (Melaniparus thruppi; synoniem: Parus thruppi) is een zangvogel uit de familie Paridae (mezen).

## Verspreiding en leefgebied
Deze soort komt voor in het oosten van Afrika en telt twee ondersoorten:
- M. t. thruppi: Ethiopië, Somalië (behalve het zuidwesten) en noordelijk Kenia.
- M. t. barakae: zuidwestelijk Somalië, oostelijk Oeganda, Kenia en noordoostelijk Tanzania.

## Status
De grootte van de populatie is niet gekwantificeerd maar de soort wordt omschreven als schaars tot plaatselijk algemeen. Op de Rode lijst van de IUCN heeft deze soort de status niet bedreigd.